# Ducati F1
La F1 est un modèle de moto sportive, produite par la firme italienne Ducati
Depuis l'arrêt de la production de la 900 SS, il n'y a plus de modèle à vocation exclusivement sportive dans la gamme du constructeur de Bologne. La 750 F1 vient combler ce manque en 1985. Elle est présentée lors du salon de la moto de Sydney et l'accueil qui lui ait fait est enthousiaste.
Elle s'affiche dans une livrée verte, blanche et rouge, rappelant avec fierté le drapeau italien. Les jantes Oscam sont dorées. Dans le courant et l'année 85, après que Cagiva se soit impliqué un peu plus profondément dans la direction de Ducati, certaines F1 reçurent une peinture grise et rouge, avec « l'elefantino », emblème de la marque.
Le moteur est une évolution de celui qui équipe la 600 Pantah. Il est donné pour 76 chevaux et gavé par deux carburateurs Dell'Orto de 36 mm. Néanmoins plusieurs machines ont été équipées de carburateurs de 40 mm. Il est inséré dans un cadre treillis semblable à celui de la TT2.
La F1 innove en proposant pour la première fois pour la marque, une suspension arrière de type Cantilever. L'amortisseur, tout comme la fourche proviennent de chez Marzocchi. Le freinage est confié à trois disques et étriers Brembo, de 280 mm de diamètre à l'avant et 260 mm à l'arrière.

Contrairement à la majorité de ses concurrentes, la F1 utilise une roue avant de 16 pouces, lui conférant plus de vivacité, mais imposant un pilotage sans improvisation.
En 1986, des soucis de fiabilité inciteront l'usine à proposer un bloc moteur revu et corrigé. La F1 subit donc un bon nombre d'améliorations. De nouveaux arbres à cames et des soupapes de plus gros diamètres font monter la puissance à 76 chevaux à 9 000 tr/min. La fourche est remplacée par une Forcella Italia réglable de 40 mm. Les jantes sont peintes en rouge.
La production de la F1 standard s'arrête à la fin de l'année, et si elle est encore proposée jusqu'en 1988, ce ne sont que des modèles restant en stock.

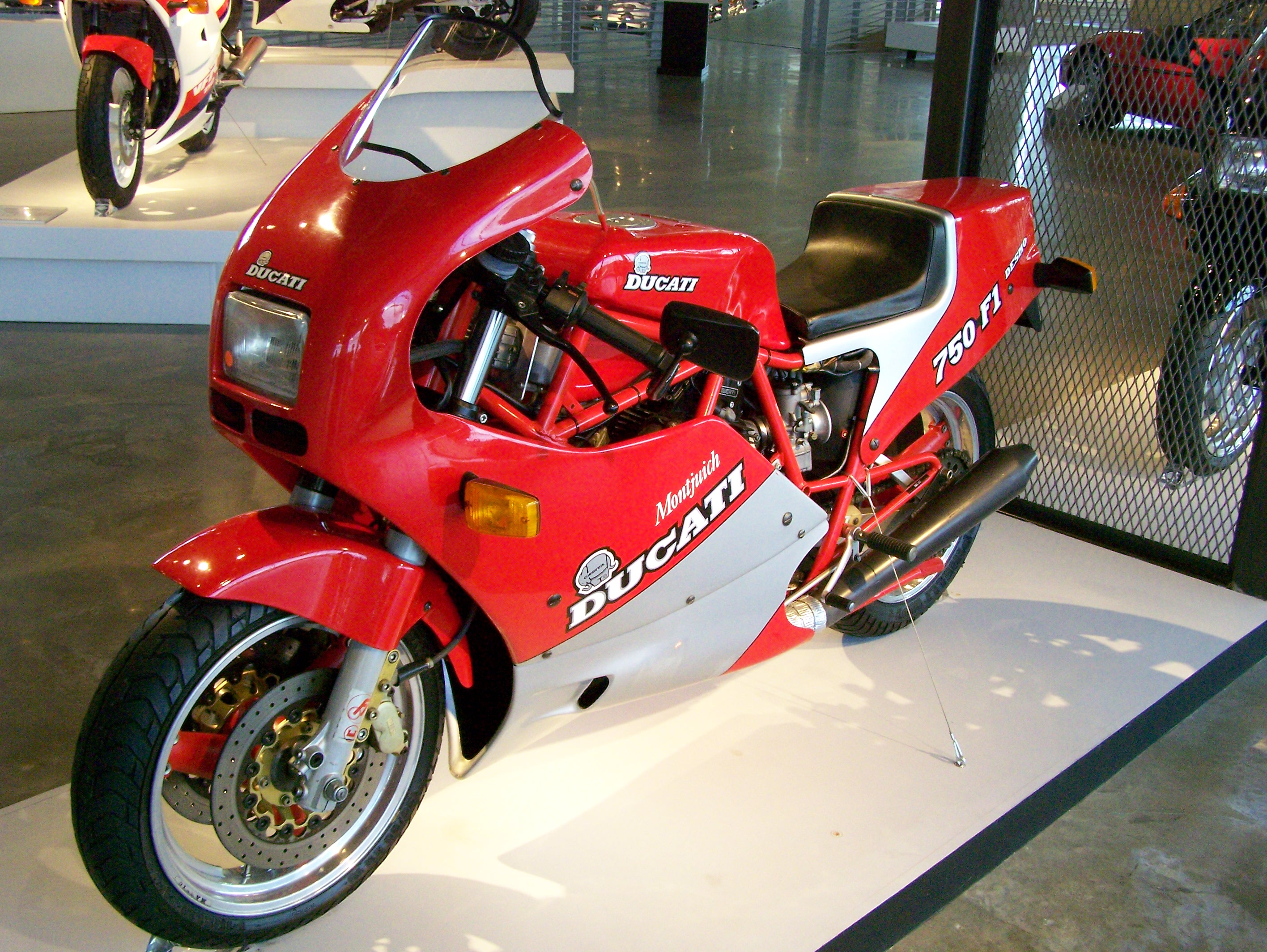
F1 Montjuich

La F1 est complétée puis remplacée en 1986 par la série spéciale Montjuich. Produite à 200 exemplaires, la Montjuich célèbre la victoire de Grau, Juan et Reyes aux 24 heures de Barcelone en 1983. Elle est assemblée à la main et arbore une plaque numérotée.
Elle diffère de la F1 standard par son moteur, qui reçoit une boîte de vitesses plus longue, des arbres à cames différents, un carburateur Dell'Orto de 40 mm. Les freins avant gagnent des ériers Brembo Or à quatre pistons. Les jantes sont plus larges, le pneu arrière passe à 180 mm. Elle ne pèse que 155 kg.
Elle est livrée en argent et rouge.
Après la victoire d'une Ducati sur le circuit de Laguna Seca en 1986, la marque complète la Montjuich par la une autre série limitée, portant le nom du tracé californien. Toujours en 200 exemplaires et assemblés à la main, la Laguna Seca hérite des roues Marvic de la Paso. Le réservoir porte l'autographe du pilote Marco Lucchinelli.
Une troisième série limitée voit le jour en 1988 pour commémorer la victoire de Misano de 1986. Elle s'appelle Santa Monica. Contrairement à ses grandes sœurs qui proposaient une selle mono ou biplace, la Santa Monica est exclusivement biplace. Elle reçoit une livrée blanche et rouge. Elle est également produite à la main à 200 exemplaires numérotés.